# NGC 1224
NGC 1224 (również PGC 11886 lub UGC 2578) – galaktyka eliptyczna (E-S0), znajdująca się w gwiazdozbiorze Perseusza. Odkrył ją Lewis A. Swift 20 sierpnia 1885 roku.